# 山崎麓
山崎 麓（やまざき ふもと、1883年12月17日 - 1943年9月11日）は、日本の国文学者。

## 経歴
神奈川県横浜生まれ。本籍・兵庫県出石郡。第四高等学校卒、1909年東京帝国大学文科大学国文科卒。1910年逓信省機関逓信協会主幹嘱託（-1914年）、英字新聞『ジャパンマガジン』編集嘱託（-1918年）、1916-1919年駿台英和女学校教員嘱託、1919年山口高等学校教授、1922年國學院大學教授。1932年同辞職、死去時には日本文学報国会所属。別名・目黒麦男。

## 著書

### 単著
- 『時代の人』（山崎麓（藻花））楽世社、1909年。
- 『教育小説 鷹雄と海老太郎』科外教育叢書刊行会〈科外教育叢書 第19〉、1917年。
- 『洒落本評釈』武蔵野書院、1926年。
- 『国語国文学講座 第4 小説史』雄山閣 1934年
- 『国語国文学講座 第6 小説史』雄山閣 1934年
  - 『小説史』第2版、雄山閣 1946年

### 共編著
- 『最近雇員答案集』林茂増共著 「鉄道世界」編輯部編 法制時報社 1920年
- 『高等試験令第七条の答案集』林茂増共著 法制時報社 1922年
- 『近代日本文学大系 第25巻 日本小説年表 附・総目録』編 国民図書 1929年
  - 『改訂日本小説書目年表』（山崎麓 編集、書誌研究会 改訂）ゆまに書房〈書誌書目シリーズ 6〉、1977年。

### 編纂・校注
- 『日本文学大系 校註 第3 方丈記 徒然草』国民図書、1925年
  - 『日本文学大系 校註 第3新訂版 方丈記 徒然草』風間書房、1955年
- 『日本文学大系 校註 第10巻 宇治拾遺物語 古今著聞集』国民図書 1926年
- 『日本文学大系 校注 第19巻 お伽草子・鳴門中将物語・松帆浦物語・鳥部山物語・秋の夜の長物語・鴉鷺合戦物語』国民図書 1926年
- 『日本文学大系 校註 第22巻 狂言記』国民図書 1926年
- 『万葉全集 註釈』百瀬四郎 1926年、著作推薦叢書
- 『人情本傑作集』博文館・帝国文庫 1928年
- 『馬琴傑作集』博文館 帝国文庫 1929年
- 『西鶴文撰集』春陽堂 1932年
- 曲亭馬琴『弓張月』現代語訳 新紀元社 少年国文学叢書 1943年

## 参考
- 中村正明「山崎麓の業績と年譜」国学院大学近世文学会会報 2002-2003